# 帕拉尔达
帕拉尔达（法語：Palalda，法語發音：[palalda] ⓘ）是法国东比利牛斯省的一个旧市镇。1942年，帕拉尔达与市镇阿梅利莱班合并为市镇阿梅利莱班-帕拉尔达。

## 地理
帕拉尔达（42°31'N, 2°41'E）面积5.81 平方千米，位于法国奧克西塔尼大區东比利牛斯省，南与西班牙赫羅納省接壤。
与帕拉尔达接壤的市镇（或旧市镇、城区）包括：阿梅利莱班。
帕拉尔达的时区为UTC+01:00、UTC+02:00（夏令时）。

## 行政
帕拉尔达的邮政编码为66110。

## 人口
帕拉尔达于1936年时的人口数量为1363人。